# Sapphire Princess
Le Sapphire Princess est un navire de croisière construit en 2002 par les chantiers Mitsubishi Heavy Industries de Nagasaki pour la société Princess Cruises.
À l’origine, il aurait dû être nommé Diamond Princess, mais un incendie, se déclare à bord de son navire jumeau, le Sapphire Princess, et endommage gravement ses superstructures. Le navire doit être reconstruit et la livraison est par conséquent retardé. Princess Cruises décide d’inverser le nom des navires afin de pouvoir inaugurer le Sapphire Princess à la date prévue. Le Diamond Princess est alors renommé Sapphire Princess et mis en service en mars 2004.
Il appartient à la Grand class et est le second navire de la Classe Gem.

## Histoire
Le Sapphire Princess est un navire de croisière construit en 2002 par les chantiers Mitsubishi Heavy Industries de Nagasaki pour la société Princess Cruises.
À l’origine, il aurait dû être nommé Diamond Princess, mais, le 1er octobre 2002, un incendie, se déclare à bord de son navire jumeau, le Sapphire Princess et endommage gravement ses superstructures. Le navire doit être reconstruit et la livraison est par conséquent retardée. Princess Cruises décide d’inverser le nom des navires afin de pouvoir inaugurer le Sapphire Princess à la date prévue. Le Diamond Princess est alors renommé Sapphire Princess, livré à la compagnie le 26 février 2004 et mis en service en mars 2004.
En avril 2014, il délaisse le Pavillon de complaisance des Bermudes au profit de celui du Royaume-Uni.

## Navire jumeau
Il a un navire jumeau, le Diamond Princess, qui aurait dû être nommé Sapphire Princess mais qui a été renommé à la suite de son incendie en octobre 2002. Il est en service depuis juin 2004.
Ce navire devient célèbre lors de l'épidemie de coronavirus (SARS-CoV-2) devenue entre-temps Pandémie de maladie à coronavirus de 2019-2020.